# Куделин (Брегово)
Куделин (буг. Куделин), до 1934. Влашка Раковица (буг. Влашка Раковица), је село на северозападу Бугарске у општини Брегово у Видинској области. Према подацима пописа из 2021. године село је имало 229 становника.
Куделин се налази на крајњем северу Бугарске, на територији претежно равничарског рељефа Влашке низије. Удаљен је 1,5-2 километара од Тимока који чини границу Бугарске са Србијом до свог ушћа у Дунав северно од села. Надморска висина се креће од 40 до 50 метара. Старо име насеља је Влашка Раковица, али 1934. године насеље мења назив у Куделин, по бугарском племићу Куделину који је владао Браничевским крајем у Србији у 13. веку.

## Демографија
Према подацима пописа из 2021. године село је имало 236 становника док је према попису из 2011. било 385 становника. Већину становништва чине Бугари.
| Етнички састав према попису из 2011.‍ | Етнички састав према попису из 2011.‍ | Етнички састав према попису из 2011.‍ | Етнички састав према попису из 2011.‍ | Етнички састав према попису из 2011.‍ |
| ------------------------------------ | ------------------------------------ | ------------------------------------ | ------------------------------------ | ------------------------------------ |
|                                      |                                      |                                      |                                      |                                      |
| Бугари                               | Бугари                               |                                      | 370                                  | 96,10%                               |
| Остали                               | Остали                               |                                      | 13                                   | 3,38%                                |
| Нису одговорили                      | Нису одговорили                      |                                      | 2                                    | 0,52%                                |